# Alia Saeed Mohammed
Alia Saeed Mohammed, född 
Medina Kadir den 18 maj 1991 i Etiopien, är en friidrottare från 
Förenade arabemiraten som  specialiserat sig på långlopp. 
Medina Kadir fick sin internationella debut på 800 meter vid ungdomsvärldsmästerskapen i friidrott i Ostrava år 2007, men tog sig inte vidare från försöken. Året efter sprang hon samma sträcka vid juniorvärldsmästerskapen i friidrott i Bydgoszcz i Polen, men tog sig inte heller där vidare från försöken.
År 2010 blev hon emiratisk medborgare och bytte namn till Alia Saeed Mohammed. Hon började springa längre sträckor och vann guld på 10 000 meter vid Asiatiska spelen 2014 i Wuhan i Kina på den nya rekordtiden 32 minuter och 39 sekunder. År 2016 sprang hon samma sträcka vid olympiska sommarspelen i Rio de Janeiro i Brasilien, där hon kom på 25 plats.